# Чианджур
Чианджур (индон. Cianjur) — город в одноимённом округе в индонезийской провинции Западная Ява. Один из крупнейших городов Индонезии с населением более двух миллионов жителей по состоянию на 2007 год. Чианджур расположен на автодороге, соединяющей Джакарту (120 км к северо-западу) и Бандунг, центр провинции (60 км к востоку). Многие жители города работают в Джакарте или Бандунге.
Город основан в 1677 году. 
Чианджур находится в сельскохозяйственном регионе и известен производством продуктов питания, в частности, риса. 
2 сентября 2009 года произошло землетрясение, повлёкшее человеческие жертвы.